# Jean-Baptiste Delhaye
Jean-Baptiste Delhaye (Forest-lez-Frasnes, 9 juni 1921 - Frasnes-lez-Anvaing, 26 september 2003) was een Belgisch volksvertegenwoordiger, senator en burgemeester.

## Levensloop
Delhaye werkte vanaf zijn veertiende als arbeider op een boerderij en stichtte een vakbond van socialistische landbouwarbeiders. Tijdens de Tweede Wereldoorlog trad hij toe tot het gewapend verzet. Hij werd in mei 1944 gearresteerd en bevrijd in de regio Berlijn in mei 1945.
Na de oorlog werd hij propagandist voor het ziekenfonds binnen de socialistische zuil. Ook was hij van 1949 tot 1959 permanent secretaris van de Socialistische Mutualiteiten van Leuze-en-Hainaut.
In 1952 werd hij voor de toenmalige PSB verkozen tot gemeenteraadslid van Frasnes-lez-Buissenal, wat hij bleef tot in 1976. Na de fusie met Frasnes-lez-Anvaing was hij daar van 1977 tot 2000 gemeenteraadslid. Gedurende 36 jaar was Delhaye lid van de oppositie, tot hij in 1989 als gevolg van een wisseling in de meerderheid burgemeester werd van Frasnes-lez-Anvaing, tot einde 1997, toen hij het burgemeesterschap moest afstaan aan eerste schepen Jean-Luc Crucke.
Van 1968 tot 1974 zetelde Delhaye als provinciaal senator voor Henegouwen in de Belgische Senaat. Daarna was hij van 1974 tot 1987 lid van de Kamer van volksvertegenwoordigers voor het arrondissement Doornik-Aat-Moeskroen. Hij werd secretaris, quaestor en ondervoorzitter van de Kamer. Vanuit zijn mandaat was hij van 1971 tot 1987 ook lid van de Cultuurraad voor de Franse Cultuurgemeenschap en opvolger de Franse Gemeenschapsraad en zetelde hij van 1980 tot 1987 in de Waalse Gewestraad.
Zijn dochter, de arts Louise Delhaye, werd voor de PS voorzitter van het OCMW in Evere.